# Revenge (film, 2017)
Pour les articles homonymes, voir Revenge.
Pour plus de détails, voir Fiche technique et Distribution.
Revenge est un film français d'action, de rape and revenge et d'horreur, écrit et réalisé par Coralie Fargeat, sorti en 2017.

## Synopsis
Richard, Stan et Dimitri sont trois riches amis français qui, une fois l'an, s'adonnent à une partie de chasse dans le désert. Richard est arrivé en hélicoptère dans la villa avec 48 heures d'avance pour profiter tranquillement de Jennifer, sa maîtresse, une jeune Américaine. Ses amis arrivent également en avance, ce qui dérange les tourtereaux. Jennifer suscite le désir sexuel des deux autres hommes. Le lendemain d'une soirée arrosée, Stan profite de l'absence de Richard pour la violer, et Dimitri choisit d'ignorer cette scène. Jennifer, traumatisée, souhaite rentrer immédiatement et demande à Richard d'appeler l'hélicoptère. Richard lui propose de l'argent et un travail au Canada pour oublier, ce qu'elle refuse, et menace de révéler leur relation à sa femme s'il ne la laisse pas partir. Richard la frappe et elle s'enfuit. Les trois hommes la rattrapent, et Richard la pousse du haut d'une falaise, la laissant pour morte, empalée sur un arbre dans un canyon. Mais elle survit. S'ensuit alors une terrible chasse à l'homme dans le désert.

## Fiche technique
Sauf indication contraire, les informations mentionnées dans cette section peuvent être confirmées par la base de données cinématographiques IMDb,  présente dans la section « Liens externes ».
- Titre : Revenge
- Réalisation : Coralie Fargeat
- Scénario : Coralie Fargeat
- Casting : Martin Rougier
- Costumes : Elisabeth Bornuat
- Son : Zacharie Naciri, Jérôme Faurel, Alain Féat, Eric Mauer
- Photographie : Robrecht Heyvaert
- Montage : Jérôme Eltabet, Coralie Fargeat, Bruno Safar
- Musique : Robin Coudert, Rob
- Production : Marc Stanimirovic, Marc-Etienne Schwartz
- Société de production : M.E.S. Productions, Monkey Pack Films, Nexus Factory, Umedia
- Société de distribution : Rezo Films, Shudder
- Pays de production :  France
- Langue : français, anglais
- Format : couleur — 2,35:1 — DTS / Dolby Digital / SDDS — 35 mm
- Genre : action, horreur, thriller
- Durée : 108 minutes
- Dates de sortie :
  - France : 9 décembre 2017 (PIFFF) ; 7 février 2018 (sortie nationale)
- Classification :
  - France : interdit aux moins de 12 ans avec avertissement au cinéma ; déconseillé aux moins de 16 ans à la télévision

## Distribution
- Matilda Lutz (VF : Anne Tilloy) : Jennifer
- Kevin Janssens (VF : lui-même) : Richard
- Vincent Colombe (VF : lui-même) : Stan
- Guillaume Bouchède (VF : lui-même) : Dimitri
- Jean-Louis Tribes (VF : lui-même) : Roberto

## Autour du film
Le tournage du film a duré 33 jours, dont 32 jours tournés au Maroc et un jour tourné à Paris, en France.
Revenge est le premier long métrage de Coralie Fargeat après deux courts métrages, Le Télégramme en 2003 et Reality+ en 2014. Coralie Fargeat a elle-même écrit le scénario du film en 2015.

### Critiques
Revenge est très bien accueilli par la critique anglo-saxonne et obtient un chiffre de 93 % sur Rotten Tomatoes, sur la base de 134 critiques collectées. Il est évalué à une moyenne de 3/5 pour 20 critiques de presse sur Allociné.

« Radical et gore, ce récit est surtout la révélation d'une réalisatrice à suivre, Coralie Fargeat, qui dénonce sans complaisance les violences faites aux femmes. »

— Stéphanie Belpêche, Le Journal du dimanche, 3 février 2018.

« Un rape and revenge sanglant et surréaliste, kaleïdoscope de visions gore, avec une nouvelle icône : Matilda Lutz. »

— Sylvestre Picard, Première, 6 février 2018.

« Un premier long-métrage léché et des scènes bien découpées, dont une traque au fusil où la proie est un homme nu, ça change ! »

— Michel Valentin, Le Parisien, 7 février 2018.

« Un film très sanglant (...). Écrit et réalisé avant l'affaire Weinstein, ce film résonne avec l'air du temps. En renversant les codes, en montrant un homme pleurer après s'être entaillé le pied, et une femme forte s'affirmer, Revenge impose son message féministe. »

— Sophie Torlotin, RFI, 7 février 2018.

## Distinctions
| Date                         | Distinction                                             | Catégorie                    | Nom             | Résultat   |
| ---------------------------- | ------------------------------------------------------- | ---------------------------- | --------------- | ---------- |
| 5 au 15 octobre 2017         | Festival international du film de Catalogne             | Prix du meilleur réalisateur | Coralie Fargeat | Lauréat    |
| 31 janvier au 4 février 2018 | Festival international du film fantastique de Gérardmer | Grand prix                   | Revenge         | Nomination |
| 31 janvier au 4 février 2018 | Festival international du film fantastique de Gérardmer | Prix du jury                 | Revenge         | Nomination |
| 31 janvier au 4 février 2018 | Festival international du film fantastique de Gérardmer | Prix de la critique          | Revenge         | Nomination |
| 31 janvier au 4 février 2018 | Festival international du film fantastique de Gérardmer | Prix du public               | Revenge         | Nomination |
| 31 janvier au 4 février 2018 | Festival international du film fantastique de Gérardmer | Prix du jury SyFy            | Revenge         | Nomination |